# Heaven's Door (Beni)
Heaven's Door è un brano musicale della cantante giapponese j-pop Beni, pubblicato come primo singolo estratto dall'album Jewel l'11 agosto 2010. Il singolo è arrivato sino alla quarantanovesima posizione della classifica Oricon dei singoli più venduti in Giappone.

## Tracce
CD Singolo UPCH-80198
1. Heaven's Door
2. I like it
3. Gimme Gimme♥ DJ HASEBE REMIX (ギミギミ♥)
4. Heaven's Door (Instrumental)

## Classifiche
| Classifica (2010) | Posizione più alta |
| ----------------- | ------------------ |
| Giappone (Oricon) | 49                 |